# Ray Dempsey
Ray Dempsey (* um 1925) ist ein britischer Jazzgitarrist.

## Leben und Wirken
Ray Dempsey arbeitete ab den späten 1940er-Jahren in der Londoner Musikszene; 1948/49 spielte er mit dem Latin-Bandleader und Sänger Edmundo Ros, 1953 mit Dave Shepherd und der Teddy Foster Big Band. In den folgenden Jahren arbeitete er als freischaffender Musiker u. a. mit der in London gastierenden Mary Lou Williams, die mit ihrem London Quartet mehrere Titel für Esquire aufnahm wie „Sometimes I’m Happy“ (mit Rupert Nurse, Tony Kinsey). Außerdem spielte er in der Skiffleband Ken Sykora Six, bei Kenny Grahams Afro Cubists, Tony Crombie (Sweet Beat, 1957) und Stan Tracey; mit dem Tubby Hayes Quartet/Sextet wirkte er in dem Spielfilm All Night Long (1962, Regie Basil Dearden) mit. 1963 begleitete er den Sänger Oscar Brown, Jr. In den 1960er-Jahren arbeitete er außerdem in den Bands von Vic Lewis (Plays Bossa Nova at Home and Away, EMI 1963), Johnny Dankworth, Johnny Scott, Bill Russo, Cleo Laine und Bill Le Sage. Im Bereich des Jazz war er zwischen 1953 und 1970 an 22 Aufnahmesessions beteiligt, zuletzt in einer Bigband, die den Bluessänger Memphis Slim begleitete (Blue Memphis). Er arbeitete des Weiteren als Sessionmusiker mit Art Baxter & His Rock'N'Roll Sinners (1957), den Mike Sammes Singers (1960), dem Folkduo Nina & Frederik (1966) und dem Popsänger Maynard Williams (Ten Songs, 1975).